# Gotisch (drukletter)

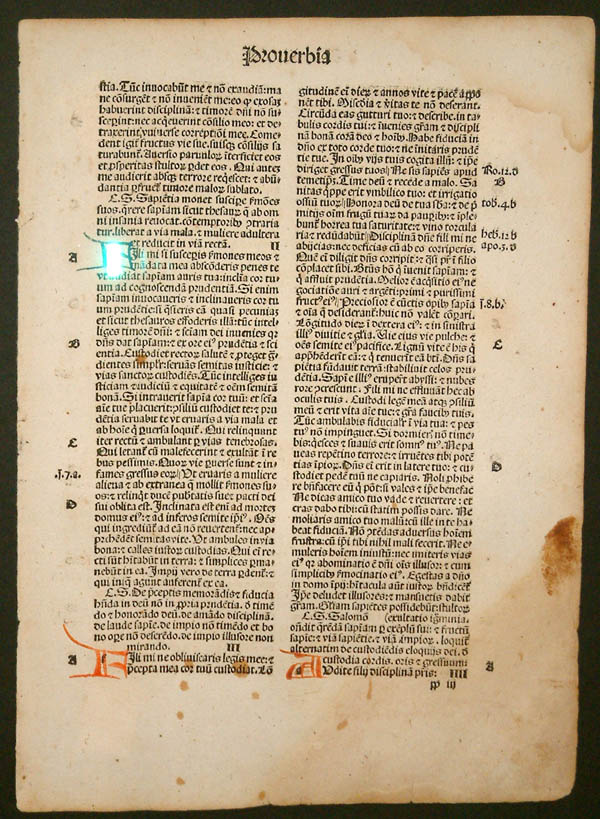
Pagina uit een bijbel, gedrukt in Straatsburg (1497)

Onder de gotische drukletter of gotiek verstaat men een groep lettertypen die in de eerste eeuwen na het ontstaan van de boekdrukkunst veel werd gebruikt. Gotische letters hebben een zwaar, uit afzonderlijke streken opgebouwd aanzien. Zij zien er "gebroken" uit en worden daarom ook wel Fraktur genoemd. Toch zijn beide begrippen niet synoniem: de Fraktur is een bepaald type Gotisch, waar bij iedere richtingverandering in de letter een hoek optreedt, ofwel een breuk. Bij andere gotische lettertypen is er vaak een wat ronder effect.

## De eerste drukletters
De boekdrukkunst, die gebruikmaakt van losse letters, ontstond rond 1450. Deze letters moesten worden gesneden, en bij hun ontwerp gingen de lettersnijders veelal uit van bestaande geschreven lettertypen. Om marketingtechnische redenen was het immers verstandig om aan te sluiten bij het verwachtingspatroon van het bestaande lezerspubliek. Een gedrukt boek moest dus zo veel mogelijk op een geschreven boek lijken. Wel onderging dat lezerspubliek juist rond deze tijd aanzienlijke uitbreiding. Behalve geestelijken en edelen, de traditionele lezers, ontwikkelde nu ook de burgerij belangstelling voor boeken en verwierf zij de middelen om informatie tot zich te nemen. Doordat boeken dankzij de boekdrukkunst veel goedkoper geproduceerd konden worden, waren ook iets minder welgestelden in staat om boeken te kopen. 
Men ziet dan ook goedkoper producties ontstaan. Soms werden op gedrukte pagina's de verluchte initialen nog als vanouds met de hand ingekleurd; soms echter werd in de royaal uitgespaarde ruimte voor zo'n initiaal slechts een kleine drukletter afgedrukt. Voor het overige bleef het beeld traditioneel: men baseerde zich op bestaande letterklassen.

### Strijd tussen de letterklassen
Die geschreven letterklassen waren echter niet zo beperkt als latere beeldvorming wel heeft gesuggereerd. Enerzijds waren er de bijna gepenseelde gotische typen, waarin een u vaak nauwelijks van een n was te onderscheiden: beide bestonden dan uit twee verticale streepjes, miniemen genoemd, en de onduidelijkheid die dit veroorzaakte, werd nog versterkt, doordat in een woord als "minimum" bijna alle elementen uit zulke miniemen bestonden. Het gotisch schrift was daardoor soms een moeilijk leesbaar schrift.
Anderzijds hadden zich schrijfletters ontwikkeld die wij nu groeperen als de Antiqua-typen. Ze vielen uiteen in twee subklassen: de romein was de letter die nu allerwegen als drukletter wordt gebruikt, maar tegelijkertijd was, onder andere aan het pauselijk hof, een vlot, lopend kanselarijschrift in gebruik gekomen, dat wat schuiner was, wel italisch wordt genoemd maar om het "lopende" karakter ook wel de naam cursief heeft gekregen. Deze twee subklassen van de Antiqua moeten duidelijk van elkaar worden onderscheiden: alle in dit artikel gebruikte letternamen zijn pas veel later gegeven, en in feite is de groepering van romein en italisch onder de Antiqua een constructie achteraf.
Niettemin stonden er dus, achteraf bezien, twee letterklassen aan de wieg van de boekdrukkunst, ieder met hun subklassen:
- Gotisch of gotiek, met als bekendste subklasse de Fraktur, maar daarnaast nog licht afwijkende varianten, met name de Schwabacher;
- Antiqua, met als subklassen de romein en de italiek, een soort cursief type.

## Keuzefactoren
De uiteindelijke keuze tussen beide klassen is van een groot aantal factoren afhankelijk geweest. 
- Uitgevers in onze zin van dat woord bestonden aanvankelijk niet. De drukker nam het hele traject van productie tot verkoop voor zijn rekening. Hij kon zich zelden een eigen huisstijl veroorloven, en gebruikte lettertypen die voorhanden en betaalbaar waren.
- Hoewel losse lettertypen uiteraard konden worden gebruikt onafhankelijk van de taal waarin gedrukt werd, ontwikkelde zich toch allengs een traditie per taalgebied.
- Op de letterkeuze kon ook de tekstsoort van invloed zijn. Bijbels werden wel uit de Gotische letter gezet, terwijl dit voor andere teksten minder gold. In Latijnse grammaticaboeken kwam het wel voor dat de Latijnse tekst uit een Antiqua, de vertaling en uitleg uit een Gotisch lettertype werden gezet. En tot in de twintigste eeuw bestonden er nog Duits-Nederlandse woordenboeken waarin de Duitse tekst uit een Fraktur, de Nederlandse tekst uit onze eigen Antiqua werd gezet.

Het zou een misvatting zijn in al deze verschijningsvormen al te zeer een regelmaat te onderkennen. Gotisch en Antiqua leken in sommige vroege varianten sterk op elkaar, en die varianten zijn voor de moderne lezer soms maar met moeite van elkaar te onderscheiden. Ook het verband met de tekstsoort was niet bijzonder eenduidig, en liet veel variatie toe, ook van land tot land.

## Voor- en nadelen
Leken de kansen voor Gotisch en Antiqua aanvankelijk redelijk in evenwicht, het tij keerde toen de beroemde en invloedrijke Venetiaanse uitgever Aldus Manutius (1450—1515) de Antiqua ging gebruiken. Zijn invloed leidde tot veel navolging, waarbij echter ook de verschillende merites van de letterklassen een geducht gewicht in de schaal legden:
- De Antiqua had het voordeel dat zij over twee subklassen beschikte. Die vormden weliswaar twee verschillende klassen: een cursief is niet zomaar een schuine letter, maar heeft ook een andere vorm dan een romein. Deze twee subklassen vulden elkaar echter ondanks die verschillen uitstekend aan, en hoewel Aldus Manutius nog veel populaire boekjes, de "aldijnen", uitgaf die geheel cursief gezet waren, kreeg de lopende letter al spoedig een eigen rol toebedeeld: die van contrast- of nadrukverschaffer. Dat was ook heel goed mogelijk: hij week daarvoor in voldoende mate af van de romein om op te vallen, maar harmonieerde er wel mee.
- Een dergelijk contrast was niet voorhanden in de subklassen van de Gotisch. De Fraktur mocht dan wat gebrokener zijn dan bijvoorbeeld de Schwabacher, veel stelde dit contrast niet voor. Het is met name nog wel te zien in de hoofdletter S, die bij de Schwabacher op onze S lijkt maar in de Fraktur een heel eigen vorm heeft. Dat ene verschil was uiteraard niet voldoende om de subklassen als geheel van elkaar te onderscheiden. Zo viel een contrastmogelijkheid weg. Wel kon nadruk worden aangegeven door het s p a t i ë r e n van woorden, en ook in Antiqua-teksten is dit tot in de twintigste eeuw nog wel gedaan. Maar de mogelijkheden waren daarmee goeddeels uitgeput.
- De Gotische drukletter had als bijkomend nadeel dat de hoofdletters zich slecht in combinatie laten lezen: een hoofdletterwoord vraagt van de lezer veel inspanning. Het werd moeilijk een kop, een titel of ander tekstelement geheel in HOOFDLETTERS te zetten.
- Dit bracht automatisch een ander nadeel mee: ook het gebruik van klein kapitaal, soms een fraai en zinvol geacht opmaakmiddel, viel weg.

Het was dus deels een economisch-culturele factor (Manutius) die de terugtocht van de Gotische letterklassen bespoedigde, deels lag dit aan de intrinsieke nadelen van het ontwerp zelf. Niettemin vond de teruggang van land tot land in verschillende tempo's plaats, en geenszins volgens een lineair proces; beide klassen werden nog eeuwenlang op betrekkelijk willekeurige wijze naast elkaar gebruikt.

## Nationale en nationalistische ontwikkelingen
Daarbij kwam dat in Frankrijk een wat afwijkend lettertype werd ingevoerd, dat echter binnen de Antiqua-klassen valt en het beeld niet verstoort. Deze strakke roman du roi uit de zestiende eeuw werd belangrijk doordat juist op dat moment de Europese dominantie verschoof van Nederland naar Frankrijk.
In vele landen was het vooral het drukwerk in de moedertaal dat in de Antiqua ging verschijnen. In deze ontwikkeling ging Engeland het laatste mee, toen in 1611 de Bijbel in twee edities uitkwam: een Gotische en een in de Antiqua. Maar deze stap was extra belangrijk door de economische macht die het land juist in die periode voor zich begon op te eisen.
Daarna werden er weinig nieuwe Fraktur-lettertypen meer ontworpen, terwijl het ontwerp van letterfamilies binnen de Antiqua juist een hoge vlucht nam.
Denemarken en Zweden gingen in de eerste helft van de 18e eeuw over op de Antiqua voor wat betreft hun gezaghebbende publicaties (zoals die van de Zweedse Academie). Vanaf dat moment stonden de Duitssprekende landen alleen: slechts daar kwam nog het nagenoeg exclusieve gebruik van de Gotische letter voor.

### Eigenaardigheden in het gebruik

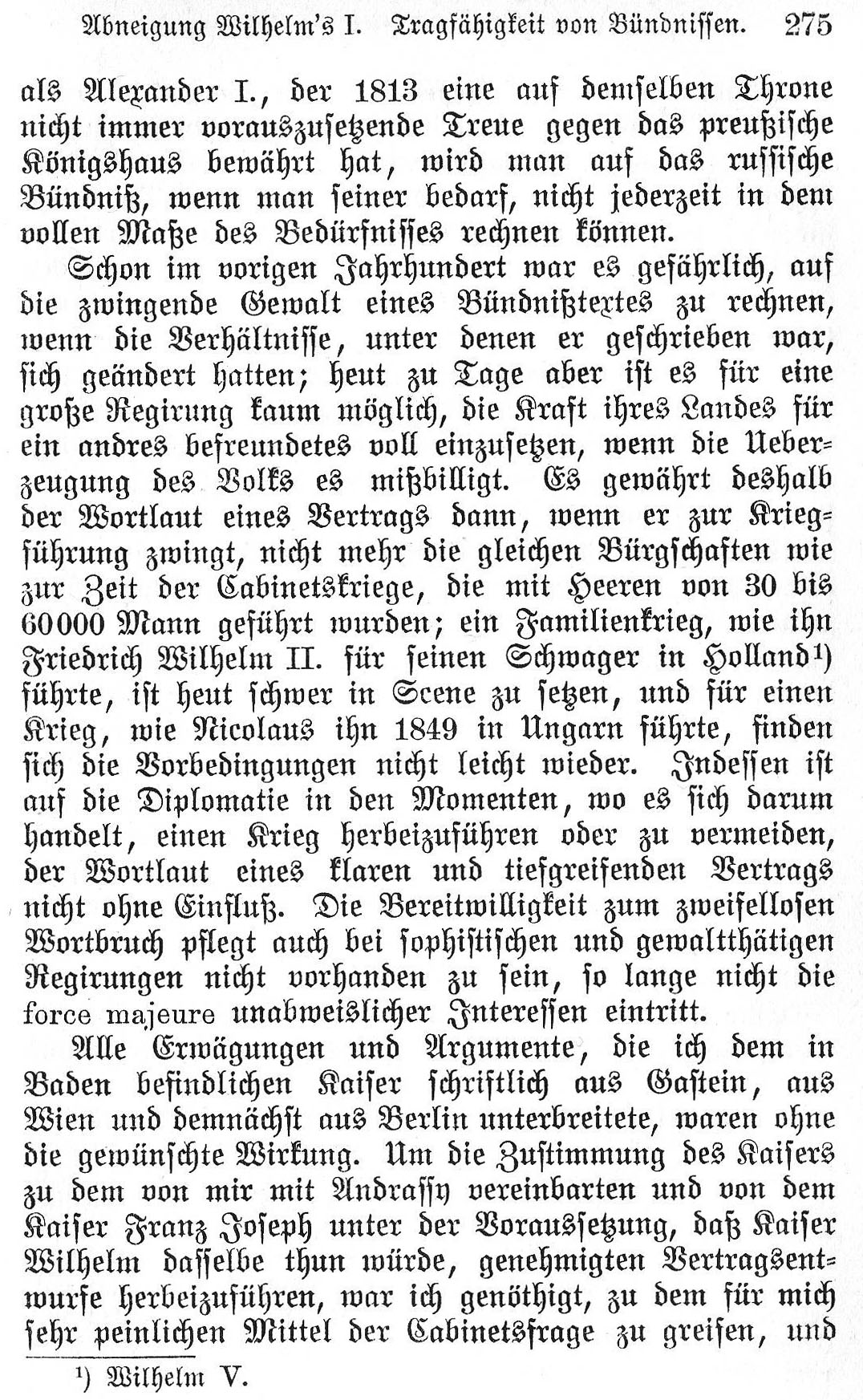
Een Duitse Fraktur uit 1905. Romeinse cijfers en vreemdtalige tekst zijn niet in Gotisch schrift gezet, maar in een Antiqua

Maar ook in die Duitssprekende landen toonde de Gotische drukletter zijn beperkingen. Die letter was in de praktijk de Fraktur. Een aantal nadelen is al de revue gepasseerd: het zetten van tekstfragmenten in hoofdletters, in klein kapitaal of in een contrasterende subklasse (zoals het cursief) was niet goed mogelijk. Wel kwam spatiëring voor als middel ter benadrukking.
Ook hier deed zich het verschijnsel voor dat teksten in vreemde talen in de andere letterklasse werden gezet. In zijn memoires neemt Otto von Bismarck brieven in het Frans op, gericht aan zijn tegenhangers, en de Fraktur verdwijnt dan opeens tijdelijk, om plaats te maken voor een Antiqua. Ook kleinere citaten maken van die letterklasse gebruik (zie illustratie, laatste regel van de volle alinea: "force majeure"). Titels van buitenlandse kranten, zoals de Times, staan dan weer wél in de Fraktur, terwijl een Engelstalige boektitel juist uit een Antiqua is gezet. Ook Romeinse cijfers zijn uit de Antiqua gezet, zoals de illustratie laat zien bij de namen van vorsten. Zo kan het gebeuren dat de naam Joseph I., waarbij men voor de J en voor de I wellicht hetzelfde teken zou verwachten, twee geheel verschillende hoofdletters laat zien. (Niet afgebeeld.)
De typerende hoofdletter S vindt men in de illustratie als eerste letter van de volle alinea, die begint met het woord "Schon".
De Schwabacher speelt in de tekst geen rol. Wel kan men hem in hetzelfde boek aantreffen in een aanprijzing van andere titels, verschenen bij dezelfde uitgever; maar dan gaat het om een andere tekst in een andere tekstsoort.

## Afschaffing
De Gotische letter, die in Duitsland aldus tot in de twintigste eeuw onderdeel vormde van de nationale identiteit, raakte uiteindelijk ook daar in onbruik. Tijdens de Tweede Wereldoorlog ging Hitler over op de Antiqua; naar men zegt, om een groter bereik te waarborgen voor Duitse teksten.

## Trivia
In het stripalbum Asterix en de Gothen wordt een Gotisch lettertype gebruikt om tekst aan te geven die in het Gotisch gesproken zou zijn. 
Dit is een woordspeling en een anachronisme: de werkelijke Goten gebruikten een Gotisch alfabet dat in niets op de latere Gotische drukletter leek. Door de eeuwen heen is het woord Gotisch voor veel, volkomen verschillende begrippen komen te staan, met alle spraakverwarring van dien.